# Marthe Zambo
Marthe Zambo est une chanteuse camerounaise.

## Biographie

### Enfance et débuts
Issue d'une famille de huit enfants dont quatre filles et quatre garçons, Marthe Zambo est née le 14 mai 1947 à Ebolowa (Région du Sud).
La petite Marthe perd très tôt ses parents et commence la musique à l’âge de seize ans, en animant des bals scolaires à Ebolowa, sa ville natale, à Bertoua et à Douala. Après la mort de ses parents, ne pouvant pas payer ses études, elle se lance dans la musique en intégrant le groupe « Les grands fantômes ». Avec ce groupe, elle fera une grande tournée à travers les pays.

### Carrière
Au début des années 1970, la chanteuse en herbe est repérée par le propriétaire de la Boule rouge, le club le plus select et en vogue de N'Djaména au Tchad à cette époque-là. Après avoir signé un contrat avec ce club, Marthe Zambo en devient la chanteuse vedette et commence une épopée de chanteuse de cabaret dans la capitale tchadienne.
De retour au Cameroun plusieurs années plus tard, elle fait la rencontre d’Ekambi Brillant. C’est une rencontre qui sera déterminante pour la suite de sa carrière. C’est lui qui l’encourage et l’aide à enregistrer pour la toute première fois chez Decca, puis chez Fiesta.
Marthe Zambo s’est révélée au grand public grâce à son titre Avec toi.

### Discographie
- Marthe Zambo
- Bikolo
- Ret Our De La Reine
- Africa Women, tillsammans med Bebey Manga, Nono Flavie och Beko Sadey